# Zawada Książęca (gromada)
Zawada Książęca – dawna gromada, czyli najmniejsza jednostka podziału terytorialnego Polskiej Rzeczypospolitej Ludowej w latach 1954–1972.
Gromady, z gromadzkimi radami narodowymi (GRN) jako organami władzy najniższego stopnia na wsi, funkcjonowały od reformy reorganizującej administrację wiejską przeprowadzonej jesienią 1954 do momentu ich zniesienia z dniem 1 stycznia 1973, tym samym wypierając organizację gminną w latach 1954–1972.
Gromadę Zawada Książęca z siedzibą GRN w Zawadzie Książęcej utworzono – jako jedną z 8759 gromad na obszarze Polski – w powiecie raciborskim w woj. opolskim, na mocy uchwały nr VII/29/54 WRN w Opolu z dnia 4 października 1954. W skład jednostki weszły obszary dotychczasowych gromad Zawada Książęca i Łęg ze zniesionej gminy Markowice oraz Ciechowice ze zniesionej gminy Kuźnia Raciborska w tymże powiecie. Dla gromady ustalono 27 członków gromadzkiej rady narodowej.
Gromadę zniesiono 1 stycznia 1969, a jej obszar włączono do gromady Nędza w tymże powiecie.